# Vespa ochreata
Vespa ochreata är en getingart som beskrevs av Weber 1801. Vespa ochreata ingår i släktet bålgetingar, och familjen getingar. Inga underarter finns listade i Catalogue of Life.